# Municipio de Santiago Yaitepec
El municipio de Santiago Yaitepec es uno de los 570 municipios del estado mexicano de Oaxaca. Su cabecera es la localidad de Santiago Yaitepec

## Geografía
El municipio de Santiago Yaitepec colinda al norte y al oeste con el municipio de Santa Catarina Juquila; al sur con los municipios de Santos Reyes Nopala y Santa María Temaxcaltepec; y al este con el municipio de San Juan Lachao.

## Gobierno
El municipio de Santiago Yaitepec se rige mediante el sistema de usos y costumbres.
| Presidente municipal               | Periodo   |
| ---------------------------------- | --------- |
| Anastacio Carmona Hernández        | 1996-1997 |
| Horacio Mendoza Valeriano          | 1997-1998 |
| Israel Silva Salinas               | 1999-2001 |
| Francisco Margarito Cortés Quintas | 2002-2004 |
| Luis Gervacio Quintas              | 2005-2007 |
| Sergio Velasco                     | 2008-2010 |
| Fausto Santiago López              | 2011-2013 |
| Alfredo Velasco Salinas            | 2013-2016 |
| Hildeberto Cruz Peralta            | 2017-2019 |
| Roberto Salinas Santiago           | 2020-2022 |
| Rigoberto Velasco Sánchez          | 2023-2025 |